# Richa Adhia
Richa Maria Adhia (sinh năm 1988) là một thí sinh cuộc thi sắc đẹp và người mẫu đã chiến thắng cuộc thi Hoa hậu Trái Đất Tanzania 2006 và Hoa hậu Tanzania 2007. Cô đại diện cho Tanzania trong cả hai cuộc thi Hoa hậu Trái Đất 2006 tổ chức tại Philippines và Hoa hậu Thế giới 2007 ở Trung Quốc. Cho đến nay, cô vẫn là người tham dự cuộc thi sắc đẹp Tanzania duy nhất đã đại diện cho đất nước của mình trong cả hai cuộc thi Quốc tế. Năm 2010 cô được chọn để đại diện cho Tanzania tham gia cuộc thi Hoa hậu Ấn Độ trên toàn thế giới.

## Hoa hậu Trái Đất Tanzania 2006
Adhia đã giành Hoa hậu Trái Đất Tanzania 2006 và đại diện cho Tanzania tham gia cuộc thi Hoa hậu Trái Đất 2006 tổ chức tại Philippines, cuộc thi mà cô bước đầu được xếp vào nhóm những thí sinh xuất sắc nhất châu Phi, sau khi được xếp trong số 15 thí sinh áo tắm hàng đầu. Tuy nhiên, cô đã không thể thực hiện một cắt vào bán kết trong Final Show.

## Hoa hậu Tanzania 2007
Sau khi hoàn thành vai trò Hoa hậu Trái Đất Tanzania vào năm 2006, Richa tiếp tục tham gia các cuộc thi sắc đẹp khu vực khác và cuối cùng đã thắng Hoa hậu Kinondoni 2007, sau đó cô đã tham gia cuộc thi Hoa hậu Tanzania 2007 mà cuối cùng cô cũng giành được chiến thắng. Có một cuộc tranh cãi về chiến thắng của cô ấy do cuộc đua của cô ấy, khi cô ấy có nguồn gốc dân tộc Ấn Độ. Tuy nhiên, bất chấp những phản ứng lẫn lộn, cô đã đi trước để tham gia cuộc thi Hoa hậu Thế giới 2007 tại Trung Quốc cùng năm và trở thành thí sinh sắc tộc châu Á đầu tiên đại diện cho một quốc gia Đông Phi trong cuộc thi Hoa hậu Thế giới.

## Hoa hậu Ấn Độ toàn cầu 2010
Vào ngày 6 tháng 3 năm 2010, Richa được chọn trở thành thí sinh đại diện cho Tanzania tham gia cuộc thi Hoa hậu Ấn Độ toàn cầu năm 2010, cuộc thi được tổ chức tại Durban, Nam Phi và được xếp trong số 10 thí sinh hàng đầu và cũng giành được giải thưởng TOP MODEL.